# Ed Schafer

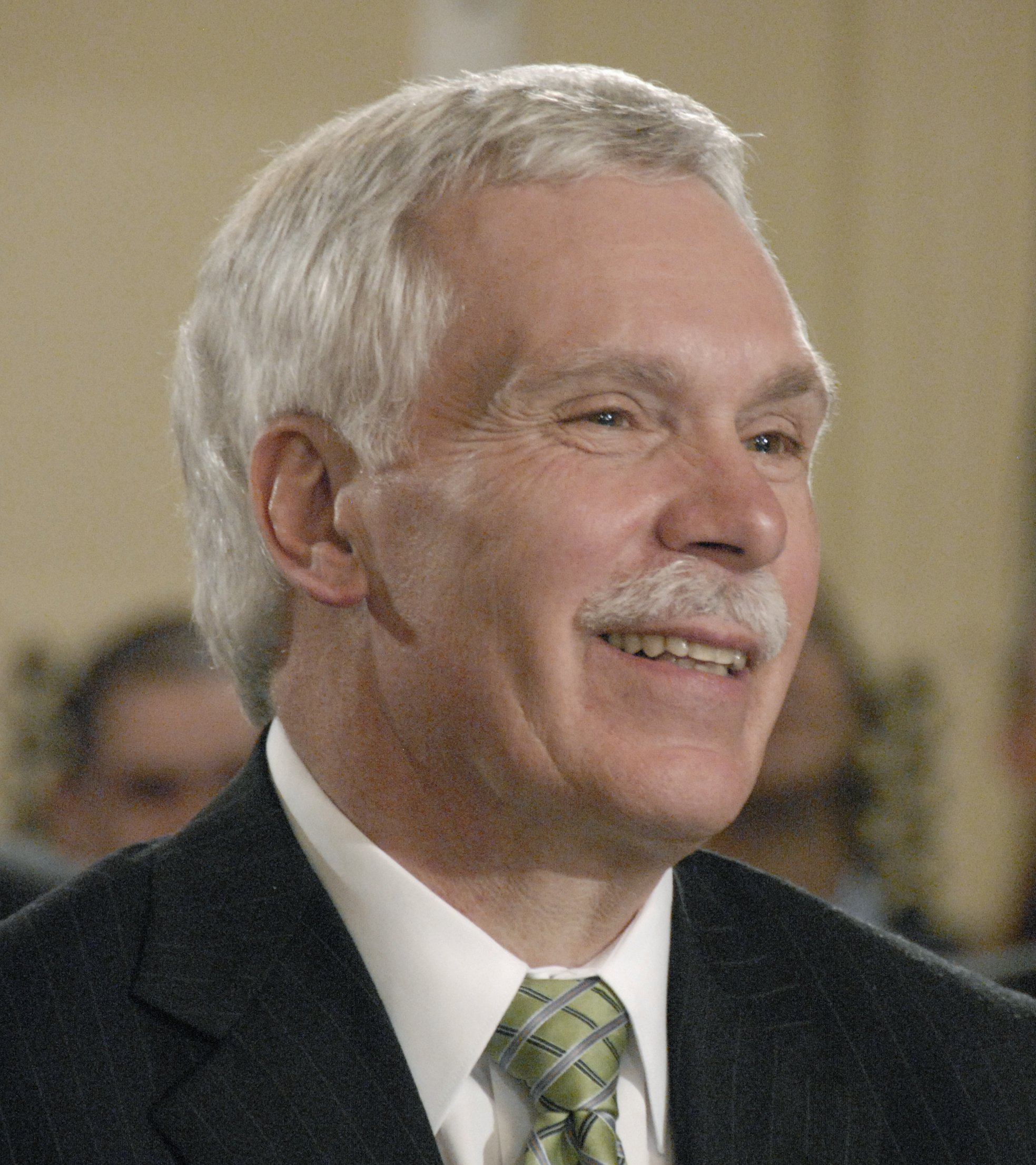
Ed Schafer

Edward Thomas "Ed" Schafer, född 8 augusti 1946 i Bismarck, North Dakota, är en amerikansk politiker (republikan). Han var den 40:e guvernören i delstaten North Dakota 1992-2000. Han var USA:s jordbruksminister 2008-2009.
Schafer avlade sin grundexamen vid University of North Dakota och sin MBA vid University of Denver. Hans far Harold Schafer ägde företaget Gold Seal Company som anställde honom efter studierna. Ed Schafer avancerade senare till direktör.
Han utmanade kongressledamoten Byron Dorgan i 1990 års kongressval. Dorgan vann med 65% av rösterna. Två år senare valdes Schafer till guvernör. Han omvaldes 1996. Efter två mandatperioder efterträddes han som guvernör av John Hoeven.